# قدة أساس
في الرياضيات وتحديدًا التحليل العددي،  قِدّة أساس (بالإنجليزية: B-spline أو Basis spline)‏ هي دالة القِدّة التي تعبر عن أقل قيمة ممكنة للدعم مع الاخذ بعين الاعتبار بعض المعطيات التي تتمثل في الدرجة والنعومة وتقسيم المجال. ويمكن التعبير عن أي دالة منحني من درجة معينة كداله خطيه عباره عن مجموعة من المنحنيات B من نفس الدرجة الدالة. Cardinal B-Spline تحتوي علي مجموعة من العقد علي بعد مسافات ثابتة. منحنيات B يمكن أن تستخدام في curve – fitting والتمييز العددي للبيانات التجريبيه في التصميم بواسطة الكمبيوتر. والكمبيوتر جرافكيس يتم تشيد داله المنحني كمجموعة خطيه في المنحنيات B عن طريق من النقاط

## مقدمه
المنحنيات B ثم التوصل إليها في وقت مبكر من القرن ال19 من قبل نيكولاي لوباتشيفسكي، المصطلح B- spline تم صياغته من قبل اسحاق يعقوب شوينبرج وهي اختصار ل Basis –spline داله المنحني هي داله كثيره الحدود من الدرجة k> في متغير x . في المناطق التي تلتقي فيها المنحنيات تسمي بالعقد. عدد العقد يجب أن يكون متساوي أو أكبر من k – 1 . وبالتالي داله المنحني لها دعم محدود. داله المنحني لها عده خواص منها انها متصله عند العقد. بعض المشتقات هذه الدوال ممكن ان تكون متصله وهذا يعتمد علي العقد إذا كانت مختلفه ام لا. النظرية الأساسية تنص علي ان كل داله من درجه معينه ودقه ومجال يمكن وصفها علي ان تكون مجموعه خطيه من الدوال ذات نفس الدرجة والدقة والتقسيم.

## التعريف
B-spline هي دالة كثيرة الحدود من الدرجة n في متغير x. يتم التعرف عليها من فترة t 0 ≤ x ≤ tm حيث n = m . النفط التي عندها x = t j تسمي بالعقد أو نقطة التوقف. عدد العقد الداخليه تساوي درجة الدالة كثيره الحدود. العقد يجب أن تكون في ترتيب تصاعدي عدد العقد يجب أن يكون تمثيل الحد الأدنى من درجة لل b –spline حيث أنهم يُمثلوا قيمة لا تساوي الصفر في نطاق بين العقدة الأولى والأخيرة. كل جُزء من الدالة كثير الحدود من الدرجة n> . B –Spline دالة متصلة عند العقد. ملاحظة عندما تختلف العقد الداخلية. مشتقاتها أيضاً تكون متصله عائده علي المشتقه من درجة n-1 . إذا تزامنت العقد الداخليه عن قيمه معينه x، فإن الاتصال المشتقه يقل بقيمه -1 لكل عقده. لاي مجموعه من العقد b –spline فريدة من نوعها لذلك b اختصار لل basis. أي دالة منحني b من درجة n لمجموعة معينة من العقد يمكن التعبير عنها علي أن تكون مجموعة خطية من الـ b –splines
{\displaystyle S_{n,t}(x)=\sum _{i}\alpha _{i}B_{i,n}(x)}
و هذا نتيجة حقيقية أن كل الأجزاء لها نفس خصائص الاتصال. يمكن التعبير عن قطع كثيرة الحدود عن طريق المعادلة التالية:{\displaystyle B_{i,1}(x):=\left\{{\begin{matrix}1&\mathrm {if} \quad t_{i}\leq x<t_{i+1}\\0&\mathrm {otherwise} \end{matrix}}\right.}
{\displaystyle B_{i,k}(x):={\frac {x-t_{i}}{t_{i+k-1}-t_{i}}}B_{i,k-1}(x)+{\frac {t_{i+k}-x}{t_{i+k}-t_{i+1}}}B_{i+1,k-1}(x).}<de>
حيث تعبر عن ثابت بقيمه 1 أو zero وهكذا تكون المعادلة الاعاده كالتالي:{\displaystyle {\frac {x-t_{i}}{t_{i+k-1}-t_{i}}}}
تتغيير من صفر حتي 1 حيث x تقع من فترة {\displaystyle t_{i}} حتي {\displaystyle t_{i+k-1}} و:{\displaystyle {\frac {t_{i+k}-x}{t_{i+k}-t_{i+1}}}}
و تغيير مجددا من 1 حتي 5 حيث x تتغير من {\displaystyle t_{i+1}} to {\displaystyle t_{i+k}}. في خلاف هذه الفترتين، Bs المقابلة تساوي zero . على سبيل المثال {\displaystyle B_{i,2}(x)} داله ثلاثيه تساوي صفر في حاله {\displaystyle x=t_{i}} وتتغيير حتي تصل الي 1 عند {\displaystyle x=t_{i+1}} وتعود الي الصفر في حالة {\displaystyle x=t_{i+2}} مع ذلك، لان داله المنحني لها دعم محلي، فان الدالة يتم حسابها بواسطه خوارزميات معينه لا تحتاج لحساب الدوال الأساسية التي تساوي صفر مثل خوارزميه بور.
هذه العلاقة تقود الي خوارزميه fortran - BSPLV حيث أنها تقوم بإنشاء قيم لل B- Spline من الدرجة n عند x , المخطط التالي يوحي كيف كل جزء في الدالة في الدرجة n هو مزيج خطي في B- spline في الدرجة n-1
{\displaystyle {\begin{matrix}&&0\\&0&\\0&&B_{i-2,3}\\&B_{i-1,2}&\\B_{i,1}&&B_{i-1,3}\\&B_{i,2}&\\0&&B_{i,3}\\&0&\\&&0\\\end{matrix}}}
أجزاء B-spline من الدرجة الثانية:{\displaystyle B_{1}=x^{2}/2\qquad 0\leq x\leq 1}
{\displaystyle B_{2}=(-2x^{2}+6x-3)/2\qquad 1\leq x\leq 2}
{\displaystyle B_{3}=(3-x)^{2}/2\qquad 2\leq x\leq 3}
هذه الأجزاء موضحة في الشكل، خاصية الاتصال في الدالة التربيعية حيث أن المشتقة الأولى لها كالاتي:
{\displaystyle {\mbox{At x=1}},B_{1}=B_{2}=0.5;{\frac {dB_{1}}{dx}}={\frac {dB_{2}}{dx}}=1}
{\displaystyle {\mbox{At x=2}},B_{2}=B_{3}=0.5;{\frac {dB_{2}}{dx}}={\frac {dB_{3}}{dx}}=-1}
حيث أن المشتقة الثانية من الدرجة الثانية في العقد المتصلة: {\displaystyle {\frac {d^{2}B_{1}}{dx^{2}}}=1,{\frac {d^{2}B_{2}}{dx^{2}}}=-2,{\frac {d^{2}B_{3}}{dx^{2}}}=1,}

### كاردينال B-spline
هي لها ثابت انفصال h بين العقد، ويمكن استنتاجها من المعادلة التالية:{\displaystyle B_{i,n,t}(x)={\frac {x-t_{i}}{h}}n[0,\dots ,n](.-t_{i})_{+}^{n-1}}
(place holder notation) يستخدم للاشاره الي ان ال nth مختلفه التقسيم للداله {\displaystyle (t-x)_{+}^{n-1}} في المتغييرين x و t يتم حسابهم عن طريق فرض x والاخذ في عين الاعتبار {\displaystyle (t-x)_{+}^{n-1}} كداله في t . cardinal b –spline لديه عقد علي مسافات متباعده وبالتالي التداخل بين النقاط مساوي للالتفاف حول الحافة. وعلى سبيل المثال إذا اردت تداخل 3 قيم معا بين النقاط b يمكن كتابتها كالتالي
{\displaystyle {\textbf {x}}=[{\textbf {b}}_{1},0,0,{\textbf {b}}_{2},0,0,{\textbf {b}}_{3},0,0,....,{\textbf {b}}_{n},0,0]}
التفاف الاشاره x مع الدالة الثلاثيه {\displaystyle {\textbf {h}}=[1/3,1/3,1/3]} يعطينا تداخل من درجة الأولي لقيم b- spline . تداخل الدرجة الثانية لل b- spline يعتبر الالتفاف مع الدالة مرتين {\displaystyle {\textbf {y}}={\textbf {x}}*{\textbf {h}}*{\textbf {h}}}
تصفح في اروين هال للحالات الخاصة من أجل المصطلحات الجبريه لل cardinal b –spline من الدرجة 1 حتي 4

### P-spline
```
هو يعبر عن "penalized B-spline" ويشير الي استخدام b –spline حيث يتم تحديد معاملات البيانات التي يتم استخدمها جزئيا من المعلومات التي يتم ادخالها. وتكون داله اضافه تهدف الي فرض الدقة لتجنب المعلومات الزائده
```

## المصطلحات المشتقه
مشتقه b- spline من الدرجة k وهي داله في الb-spline في الدرجة k-1
{\displaystyle {\frac {dB_{i,k}(x)}{dx}}=(k-1)\left({\frac {-B_{i+1,k-1}(x)}{t_{i+k}-t_{i+1}}}+{\frac {B_{i.k-1}(x)}{t_{i+k-1}-t_{i}}}\right)}
وهذا يعني ان:{\displaystyle {\frac {d}{dx}}\sum _{i}\alpha _{i}B_{i,k}=\sum _{i=r-k+2}^{s-1}(k-1){\frac {\alpha _{i}-\alpha _{i-1}}{t_{i+k-1}-t_{i}}}B_{i,k-1}\ on[t_{r}.t_{s}]}
مما يدل علي ان هناك علاقة بسيطه بين المشتقه للداله ودرجة ال b –spline

## العلاقة piecewise / composite Bezier
هو عباره عن سلسله من منحنيات بيذير تضم ما لا يقل عن استمراريه co (النقطة الأخيرة من المنحني يتزامن مع نقطة البداية للمنحني التالي). اعتمادا علي التطبيق يمكن اضافه متطلبات الدقة مثل (خواص الاتصال ل c1, c2). المنحنيات المتصله c1 لها مماس عند نقط التوقف (عندما يلتقي المنحنيات). منحنيات الاتصال c2 لها انحناءات متطابقه عند نقط التوقف.

## ملائمه المنحني
عاده عند ملائمه المنحني يتم تركيب مجموعة في نقاط بيانات مع منحني يتم تعريفها ببعض الدوال الرياضيه. على سبيل المثال الأنواع الشائعة في ملائمه المنحني يستخدم دوال كثير الحدود أو المجموعة من الدوال الاسيه عندما لا يكون هناك أساس نظري لاختيار الدالة الملائمه يمكن تركيبها علي منحني مع داله spline تكون من مجموعه من ال b –spline باستخدام اقل مربع وهكذا فان داله الهدف تكون: {\displaystyle U=\sum _{allx}\left\{W(x)\left[y(x)-\sum _{i}\alpha _{i}B_{i,k,t}(x)\right]\right\}^{2}}
حيث (W(x هو الوزن والـ (y(x هو قيمه معطاه عند X. المعامل هو المطلوب معرفته. قيم النقاط ممكن أن تكون ثانية أو يمكن افتراضها ان تكون مثل فتكمن صعوبه الرئيسيه في تطبيق هذه العملية في تحديد عدد العقد التي تم استخدامها ومكانها. لقد اقترح بور استراتيجيان متعدده لمعالجه هذه المشكله على سبيل المثال. يتم تقليل التباعد بين النقط بما يتناسب مع الانحناءات (المشتقه الثانية) للبيانات. لقد تم نشر بعض التطبيقات. على سبيل المثال استخدامات ال B-SPLINE من أجل ملائمه منحنيات Lorentzian و Gaussian. داله ال SPLINE الامثل من درجة 3 حتي 7، قائمه علي ترتيبات من 5 , 6 ,7 نقط تم حسابها وتم تطبيق هذه الطريقة للوصول لدقه المنحني. وفي دراسه مماثله، فان النسخة ثنائية الابعاد من Savitzky-Golay filtering و spline أنتجت نتائج أفضل من طريقه ال moving average .

## NURBS
في التصميم بمساعدة الحاسوب، التصنيع بمساعدة الحاسوب، ورسومات الحاسوب، تمديد قوية من B-المفاتيح وغير موحدة عقلانية B-المفاتيح (NURBS). NURBS هي أساسا المفاتيح-B في الإحداثيات المتجانسة. مثل B-المفاتيح، تعرف من قبل ترتيبها، وناقلات عقدة، ومجموعة من نقاط المراقبة، ولكن خلافا بسيطة B-المفاتيح، ونقاط المراقبة لكل من وزنها. عندما يكون الوزن يساوي 1، NURBS هو مجرد B-سين وعلى هذا النحو NURBS يعمم على حد سواء B-المفاتيح ومنحنيات بيزيير والسطوح، والفرق الأساسي هو ترجيح من نقاط المراقبة مما يجعل منحنيات NURBS «عقلانية».
من خلال تقييم لNURBS في قيم مختلفة من المعلمة، ويمكن تتبع منحنى عبر الفضاء. وبالمثل، من خلال تقييم سطح NURBS في قيم مختلفة من المعلمتين، والسطح يمكن أن تكون ممثلة في الفضاء الديكارتي.
مثل B-المفاتيح ونقاط مراقبة NURBS تحدد شكل المنحنى. يتم احتساب كل نقطة من المنحنى أخذ مبلغ المرجح لعدد من نقاط المراقبة. وزن كل نقطة يختلف وفقا لمعلمة الحاكم. لمنحنى درجة د، وتأثير أي نقطة مراقبة غير صفرية إلا في فترات د +1 (يمتد عقدة) من مساحة المعلمة. داخل تلك الفترات، يتغير الوزن وفقا لوظيفة متعددة الحدود (وظائف الأساس) من درجة د. في حدود الفترات، وظائف أساس بسلاسة إلى الصفر، ونعومة يتم تحديدها من قبل على درجة من متعدد الحدود.
ناقلات عقدة هو سلسلة من القيم المعلمة التي تحدد أين وكيف نقاط التحكم تؤثر على منحنى NURBS. عدد عقدة دائما مساويا لعدد من نقاط المراقبة بالإضافة إلى درجة منحنى زائد واحد. في كل مرة قيمة المعلمة يدخل عقدة فترة جديدة، تصبح نقطة مراقبة جديدة نشطة، في حين يتم تجاهل نقطة التحكم القديمة.
منحنى NURBS يأخذ الشكل التالي: {\displaystyle C(u)={\frac {\sum _{i=1}^{k}{N_{i,n}w_{i}P}_{i}}{\sum _{i=1}^{k}{N_{i,n}w_{i}}}}}
هنا التدوين هو كما يلي. يو هو المتغير المستقل (بدلا من خ)، ك هو عدد نقاط المراقبة، N هو B-سين (تستخدم بدلا من B)، n هو درجة متعدد الحدود، P هي نقطة مراقبة وث هو الوزن. القاسم هو عامل تطبيع يتم تقييمها إلى واحد إذا كان كل الأوزان واحدة.
ومن المعتاد أن أكتب هذا النحو: {\displaystyle C(u)=\sum _{i=1}^{k}R_{i,n}(u)P_{i}}
التي: {\displaystyle R_{i,n}(u)={N_{i,n}(u)w_{i} \over \sum _{j=1}^{k}N_{j,n}(u)w_{j}}}